# Bielawy (gmina Wronki)
Bielawy – osada w Polsce położona w województwie wielkopolskim, w powiecie szamotulskim, w gminie Wronki.
W latach 1975–1998 miejscowość należała administracyjnie do województwa pilskiego.
Obecnie opuszczona.